# 大江香織
大江 香織（おおえ かおり、1990年4月5日 - ）は、山形県山形市出身の日本の女子プロゴルファーである。所属はアルプスアルパイン。

## 経歴
7歳の頃に母親に練習場に連れていかれたのをきっかけにゴルフを始める。
中学生時代の2005年「東北中学校ゴルフ選手権」優勝。
東北高等学校に進学、2学年上に菊地絵理香、1学年上に木戸愛がいた。
2006年、東北高等学校1年在学時、TBS『学校へ行こう!MAX』に出演。
高校生時代の2007年「東北ジュニアゴルフ選手権競技」（女子15～17歳の部）、2007年と2008年「東北女子アマチュアゴルフ選手権競技」をそれぞれ優勝している。また2008年はJGAナショナルチーム入り、藤本麻子、宮里美香と共に「エスピリトサントトロフィー世界女子アマチュアゴルフチーム選手権」に出場した。
高校卒業後の2009年に日本女子プロゴルフ協会（LPGA）最終プロテストに進出し一発合格。LPGA81期生となる。
2011年に年間獲得賞金ランキング（賞金ランク）43位となり、プロ3年目で自身初のシード入り。
2012年4月の「フジサンケイレディスクラシック」2日目に自身のベストスコアを2打更新する65をマーク、最終的に2位と1打差でLPGAツアー初優勝を果たす。同年は賞金ランク自身最高位となる23位となった。
2016年3月の「Tポイントレディスゴルフトーナメント」で4年ぶりのLPGAツアー2勝目、前シーズンから続いた外国人の優勝を6大会で止めた。
2018年9月の「ミヤギテレビ杯ダンロップ女子オープンゴルフトーナメント」で優勝、高校時代を過ごした第2の故郷宮城でLPGAツアー3勝目を飾った。同年まで8年連続で賞金シード入りを果たす。
2019年11月12日、同年シーズン限りでのツアー撤退を表明。合わせて同年11月15日初日の「伊藤園レディースゴルフトーナメント」が最後のツアー出場になる事も発表された。